# خادمة(bedder)

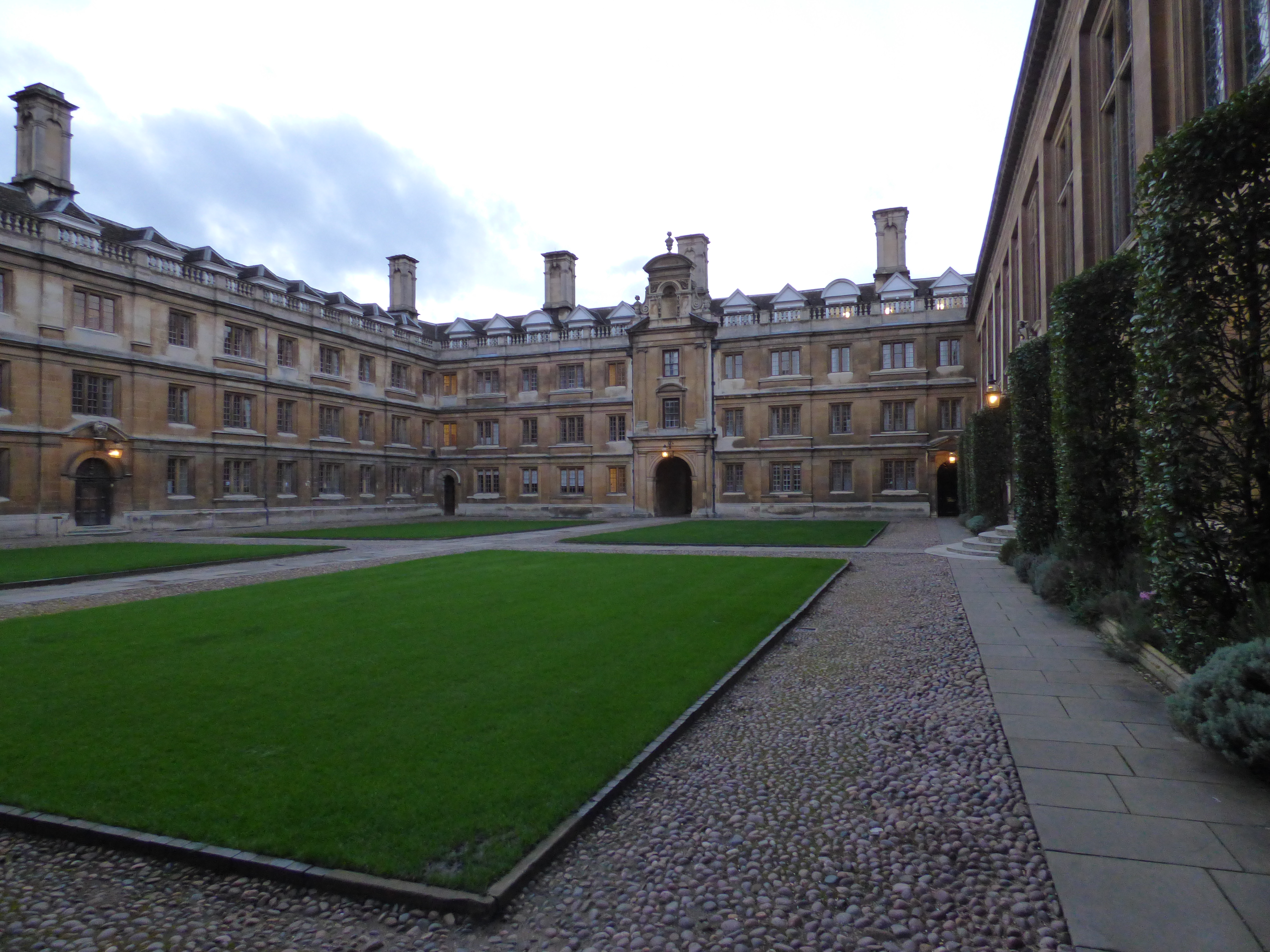
جامعة كامبريدج بيرطانيا

مصطلح "bedder" هو اختصار لـ "bedmaker" وهو المصطلح الرسمي لمدبرة المنزل في كلية بجامعة كامبريدج. يُعرف ما يعادله في جامعة أكسفورد باسم "scout". ما يعادله في كلية ترينيتي - دبلن كان يعرف باسم "skip"، حتى تم التخلي عن هذه الممارسة في أوائل السبعينيات. قامت كليات جامعة دورهام أيضًا بتكرار نموذج أوكسبريدج وأشارت إلى موظفي التدبير المنزلي على أنهم bedders. لا يوجد ما يعادله في الغالبية العظمى من الجامعات البريطانية أو الأمريكية الأخرى، بالرغم من أن جامعات برينستون وييل وهارفارد قد عرضت في السابق مناصب مماثلة لرعاية متطلبات طلابها.

## تاريخ
في الأوقات المبكرة، غالبًا ما كان يتم توظيف الخادمين من قبل الطلاب والزملاء مباشرة بدلاً من الكلية، لكنهم الآن يعملون بدوام جزئي في الكلية. صدر مرسوم صادر عن جامعة كامبريدج عام 1635 يحظر الخادمين التي تقل أعمارهم عن الخمسين، على الرغم من التخلي عن هذه السياسة منذ فترة طويلة. حتى أواخر العصر الفيكتوري، لم يُسمح للنساء بأن يصبحن جامعات، بل كانت هناك لوائح تمنع الزملاء من الزواج، لذلك ربما كان القصد من المرسوم ترك الخادمين دون الشك في أي مخالفة. تستمر الشائعات بأنه كان هناك ذات مرة «اختبار Bedder» أوسع، ولكن لا يوجد دليل على أن الكليات فضلت على الإطلاق النساء ذوات الذوق غير الجذاب. 

## التطور
حتى في أوائل القرن العشرين، قبل تركيب المرافق الحديثة في الكليات، كان الدور يتطلب عمالة ثقيلة وتنظيف حرائق الفحم وحمل المياه للغسيل. في الوقت الحاضر، غالبًا ما يغير الخادمين بياضات الأسرة، ويفرغون الغرف، ويفرغون الصناديق ويؤدون الخدمات المنزلية الأخرى، على الرغم من أن دورهم يختلف من كلية إلى كلية. لا يقوم البعض بترتيب الأسرة على الإطلاق،  ولكن يذهب البعض الآخر إلى حد الاعتناء بغسيل طلابهم.

## الشروط
تكسب الوظيفة أكثر من الحد الأدنى للأجور، ولكن من الصعب أحيانًا ملء الوظائف الشاغرة حيث يبدو الدور مهينًا للمرأة البريطانية الحديثة، كما يتم تعيين موظفين من دول أخرى. يتطلب الدور درجة عالية من الثقة. يرى بعض الأسر أن دورهم يشمل عنصرًا رعويًا، ويبحثون عن احتياجات الشباب بعيدًا عن المنزل.
تشمل امتيازات الوظيفة بطاقات الخصم (في كامبريدج)، وهدايا عيد الميلاد من الطلاب، وهدايا أكثر سخاء من حين لآخر من المندوبين المقيمين في غرف مؤتمرات الشركات بين فترات الجامعة. 